# Tineke Huizinga
Johanna Catharina « Tineke » Huizinga-Heringa, née le 16 février 1960 à Dantumadiel, est une femme politique néerlandaise, membre de l'Union chrétienne.

## Biographie
Élue conseillère municipale à Heerenveen entre 1998 et 2002, elle fait son entrée à la Seconde Chambre des États généraux le 23 mai 2002 à la suite des élections législatives remportées par le CDA. Elle reste représentante à la chambre basse jusqu'à son entrée au gouvernement.
Huizinga est notamment par la suite ministre par intérim du Logement, de l'Environnement et de l'Aménagement du territoire dans le cabinet Balkenende IV, du 23 février au 14 octobre 2010. Elle fut par en l'occurrence secrétaire d'État chargée des Eaux et des Transports urbains du 22 février 2007 au 23 février 2010 dans le même gouvernement. Elle échoua en avril 2008 à introduire le système Mifare pour proposer un tarif unique national afin d'utiliser tous les transports publics du pays.